# ادوال تک هلدینگ
ادوال تک هلدینگ (انگلیسی: Adval Tech Holding) شرکت خودروسازی سوئیسی است، که در سال ۱۹۲۴ تأسیس شد.